# حديبة جيردي
حديبة جيردي (بالإنجليزية: Gerdy's tubercle)‏ هي نتوء في الجانب الوحشي (الخارجي) من قصبة الساق (الظنبوب) ، ومكانها هو موقع ارتكاز السبيل الحرقفي الظنبوبي (بالإنجليزية:  iliotibial tract)‏. اكتسبت هذا الاسم من الجرّاح الفرنسي: بيار نيكولا جيردي (1797-1856) (Pierre Nicolas Gerdy) كعادة الغرب في التسمية باسم المكتشف.
حديبة جيردي هي وُجَيه (facet) ناعم على الجانب الوحشي من الجزء العلوي من قصبة الساق، يقع مباشرة أسفل مفصل الركبة ومتاخم (مُلاصق) للمفصل الظنبوبي الشظوي (tibio-fibular joint)، حيث يمر السبيل الحرقفي الظنبوبي أسفل الجزء الخارجي من الفخذ.
تُستخدم حديبة جيردي كموضع لإدخال إبرة سمحاقية (periosteal needle) يمكن من خلالها ادخال السوائل داخل النخاع (النِقْي) في الأطفال حديثي الولادة. ويمكن أن تنكسر حديبة جيردي مع كسر أحدوبة الظنبوب.
تم استخدامها كمصدر لترقيع العظام.
يمرّ العصب الشظوي بالقرب منها.

## صور اضافية

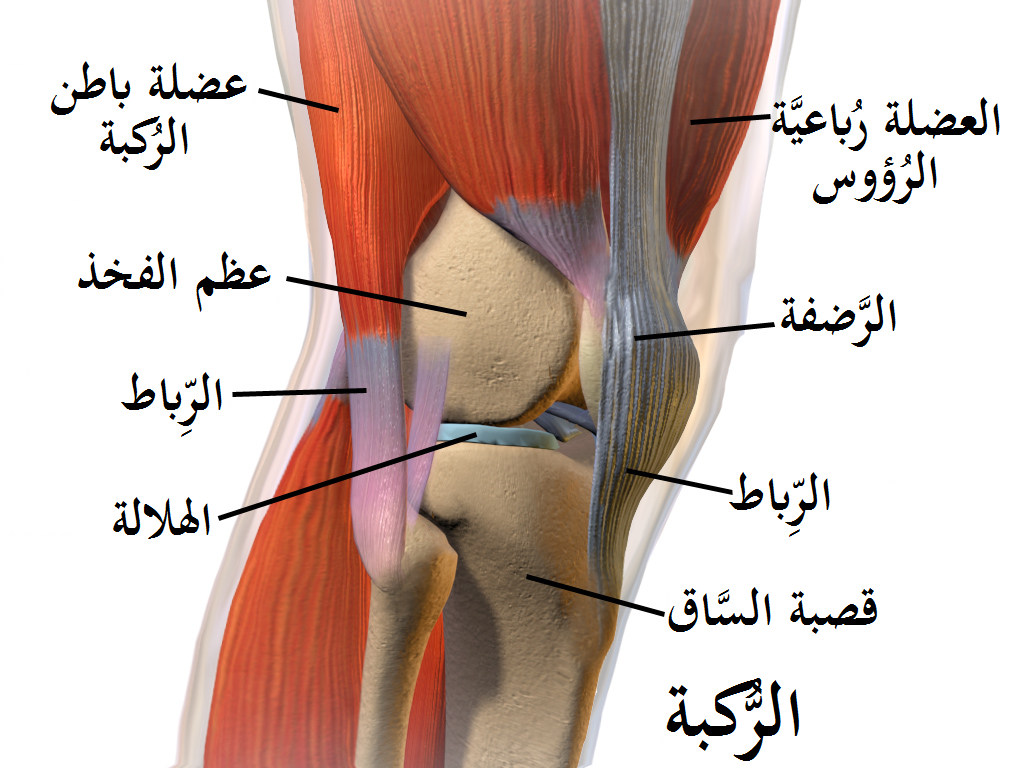
عظام الساق الأيمن ، نظرة من الجانب الوحشي (الخارجي). ويمكن تصور مكان حديبة جيردي بالمقارنة مع الصورة في صندوق المعلومات.
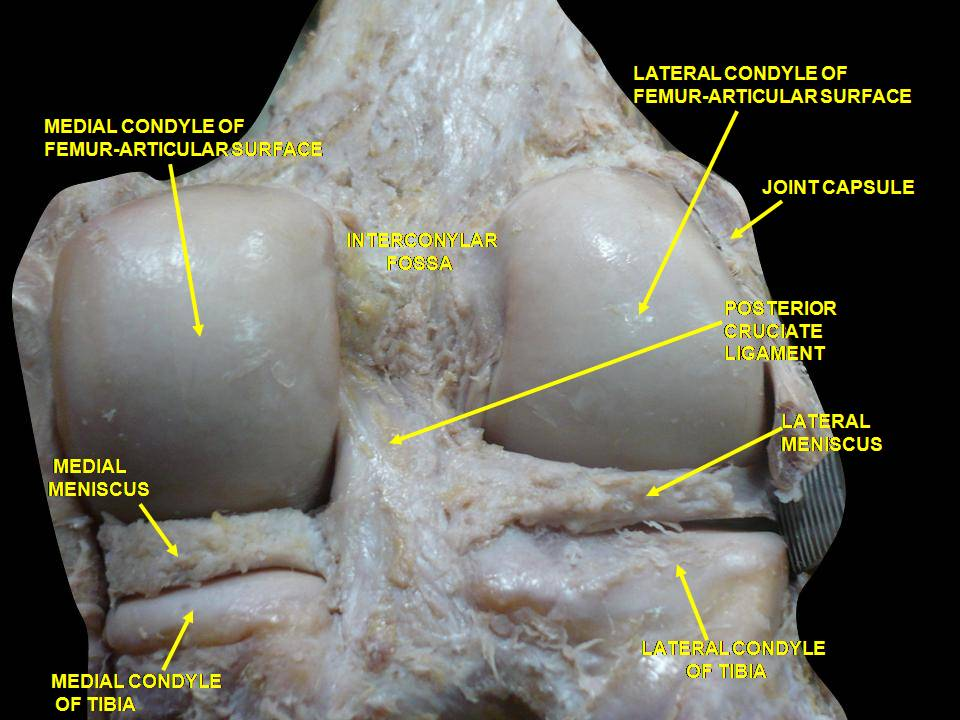
الركبة اليمنى في حالة تمديد. تشريح عميق. عرض خلفي.
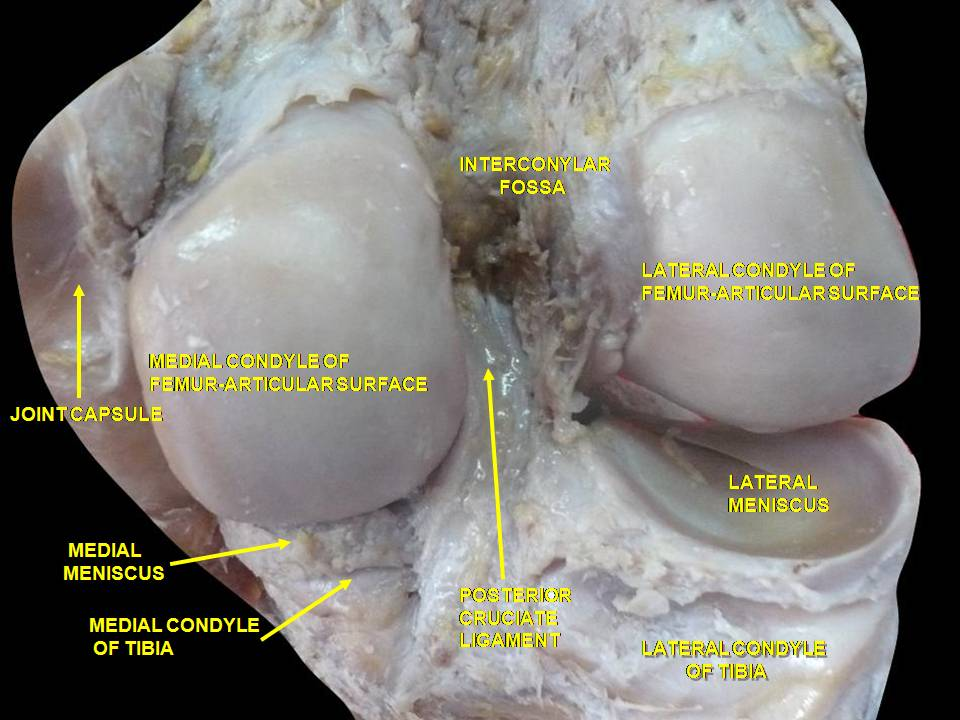
الركبة اليمنى في حالة تمديد. تشريح عميق. عرض خلفي.
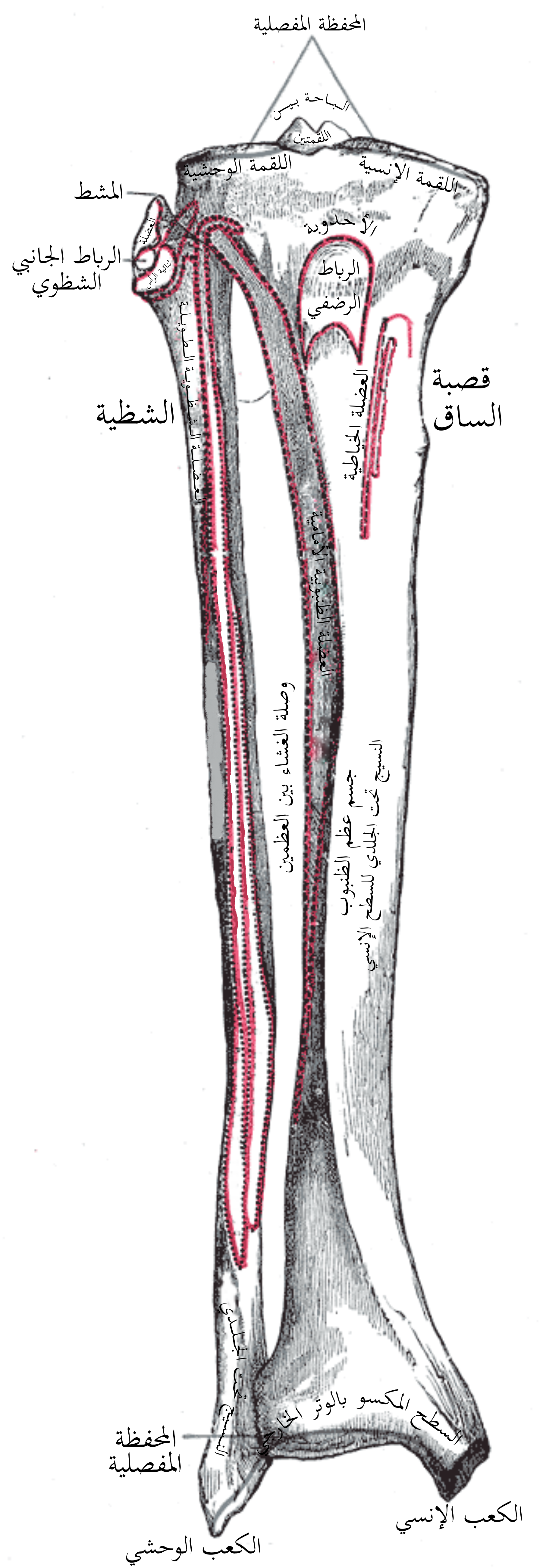
عظام الساق الأيمن ، نظرة أمامية. ويمكن تصور مكان حديبة جيردي بالمقارنة مع الصورة في صندوق المعلومات.
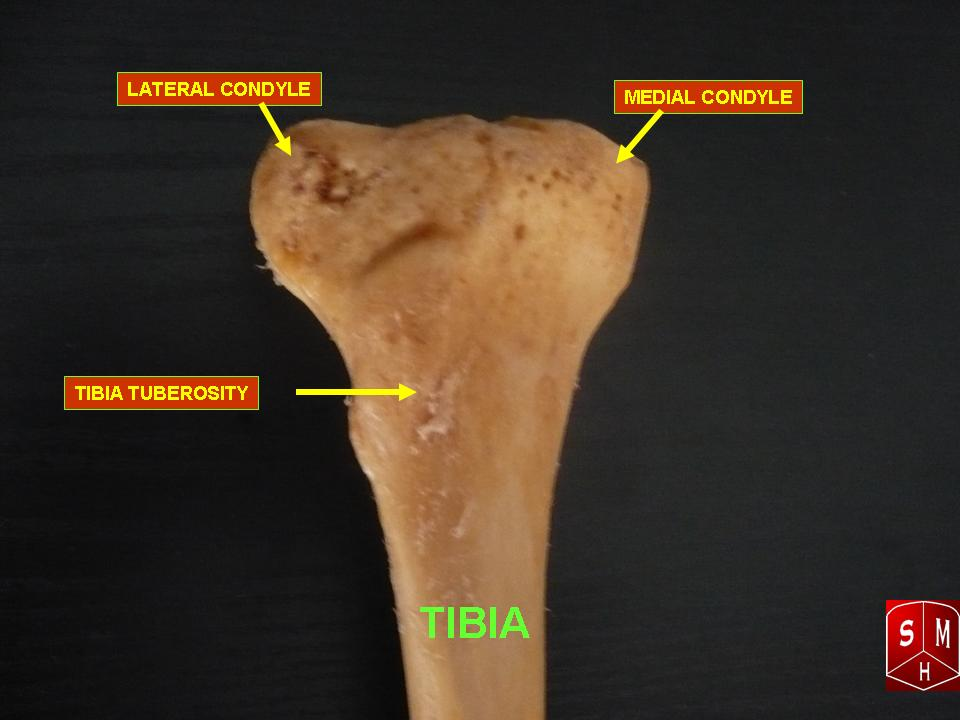
اللّقمة الوحشية لعظم الظنبوب ظاهرة.
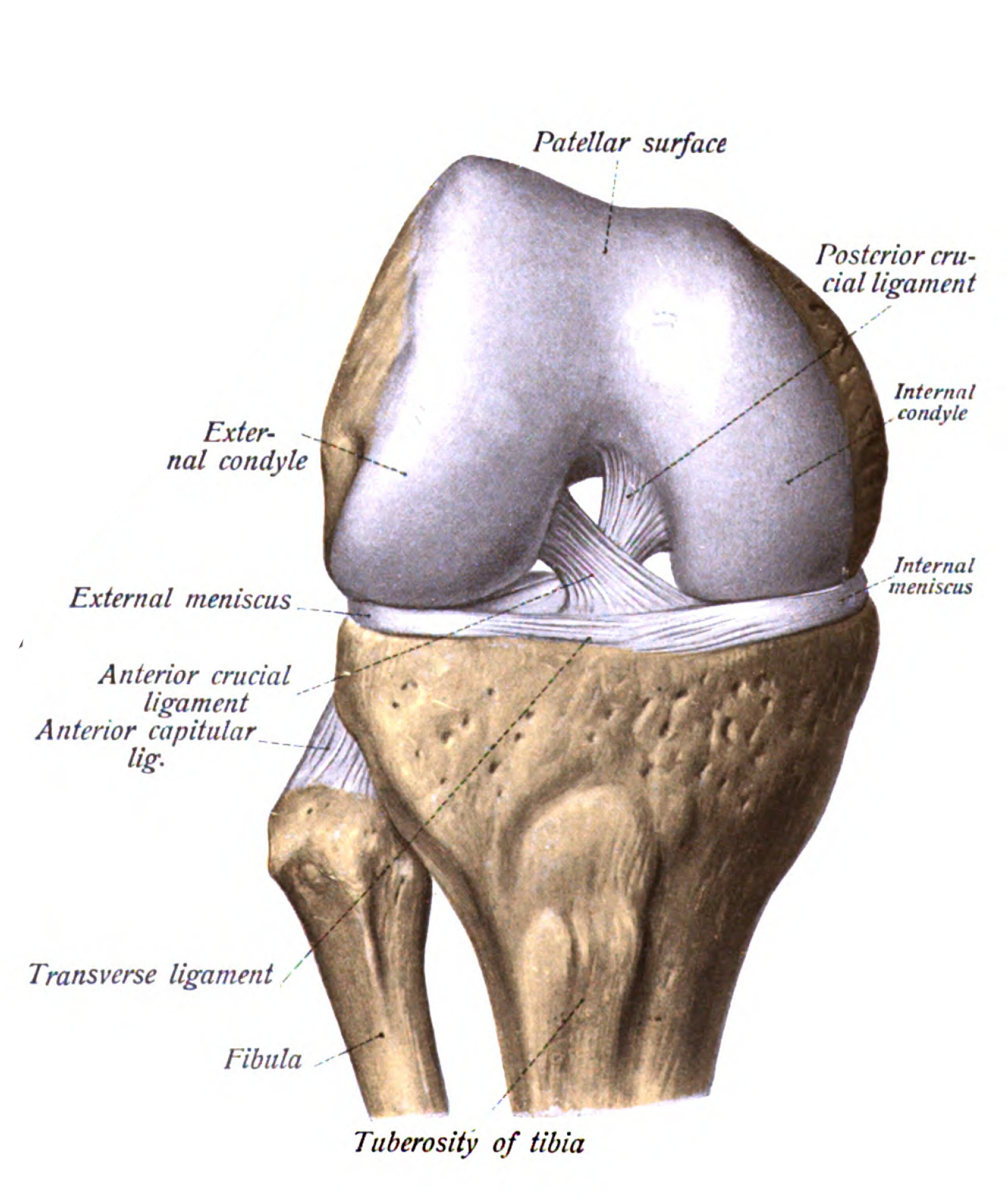
يمكن تصور مكان حديبة جيردي بالمقارنة مع الصورة في صندوق المعلومات.
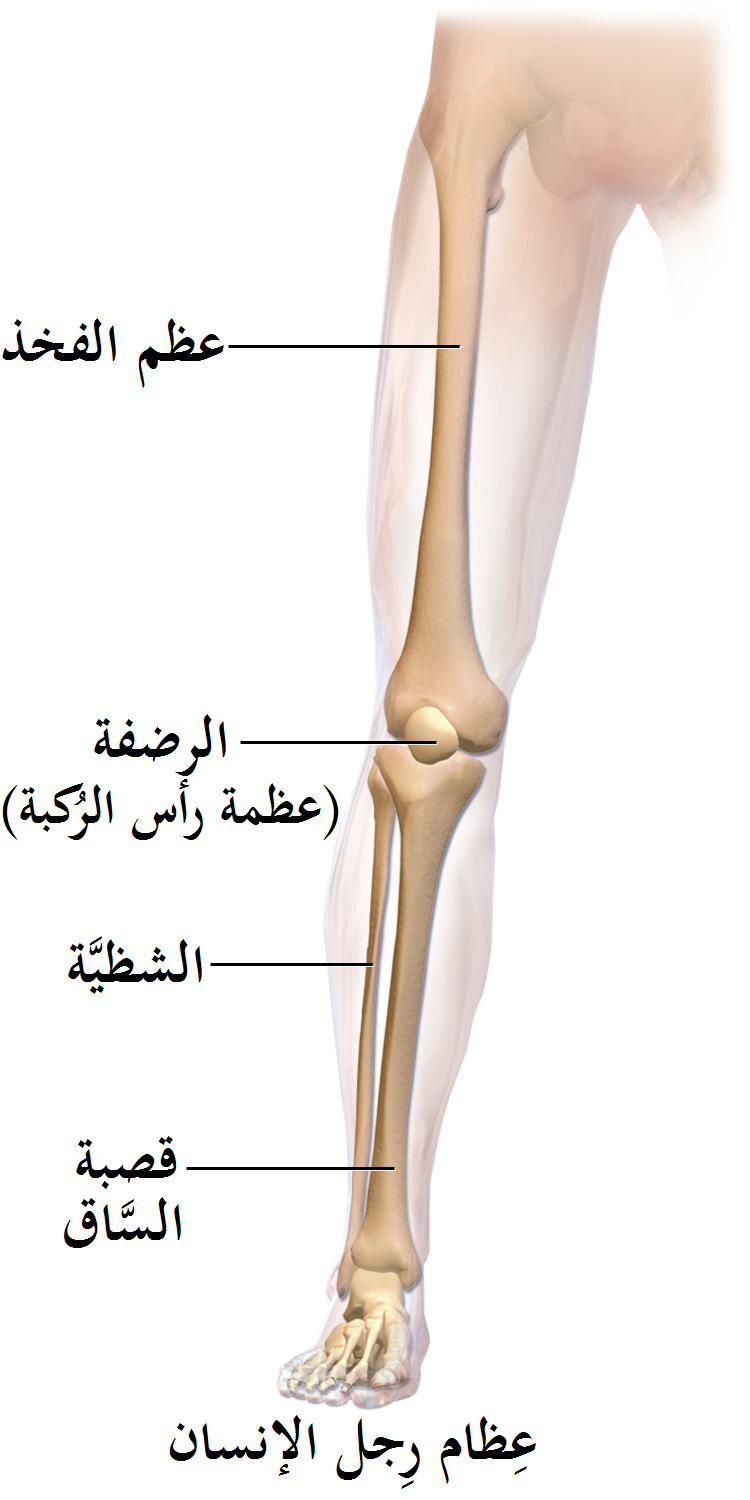
عظام الرجل اليمنى ، ويمكن تصور مكان حديبة جيردي بالمقارنة مع الصورة في صندوق المعلومات.
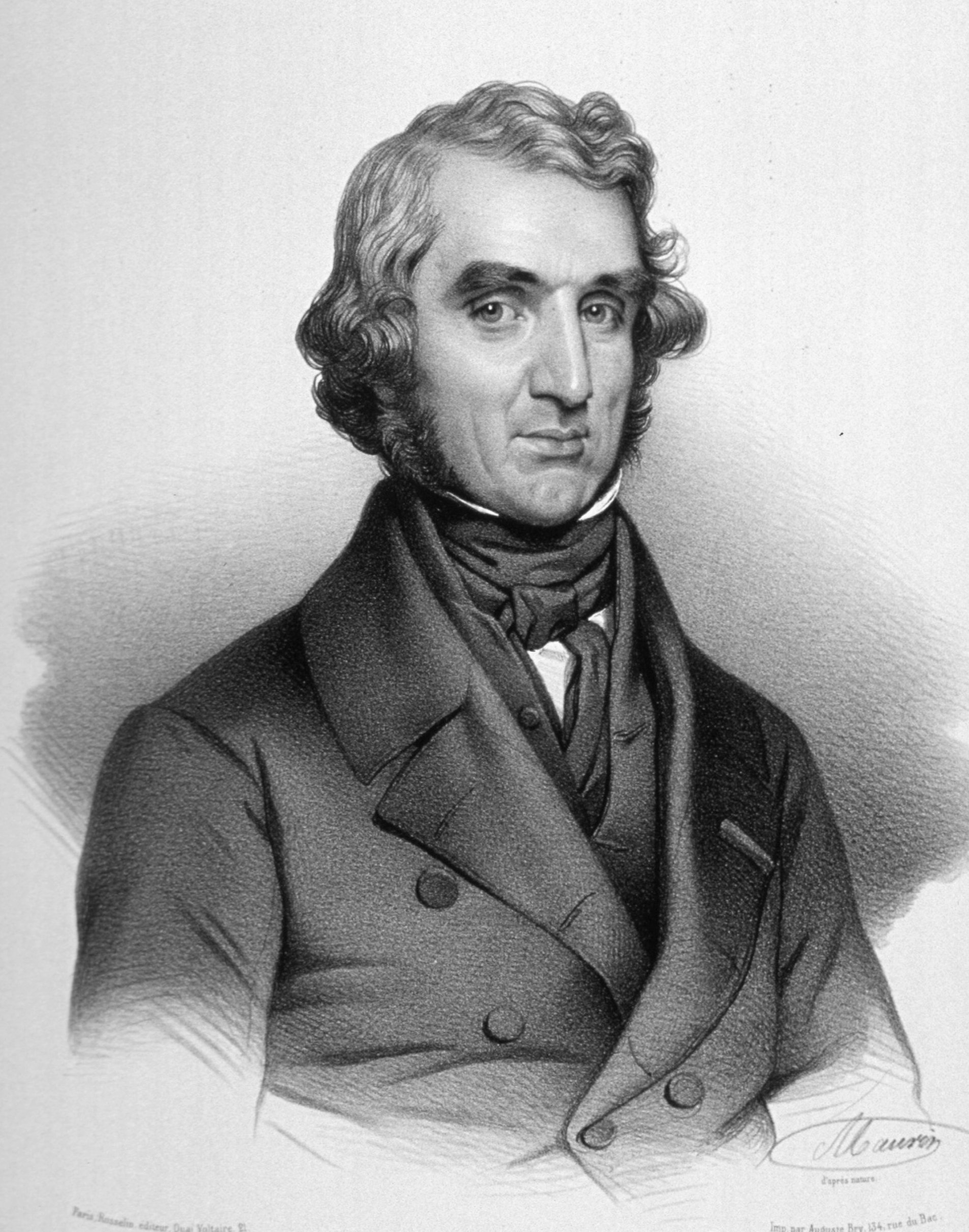
الطبيب الفرنسي: بيار نيكولا جيردي (1797-1856) (بالفرنسية: Pierre Nicolas Gerdy)‏ ، كلية الطب بباريس.